# 川越インターチェンジ

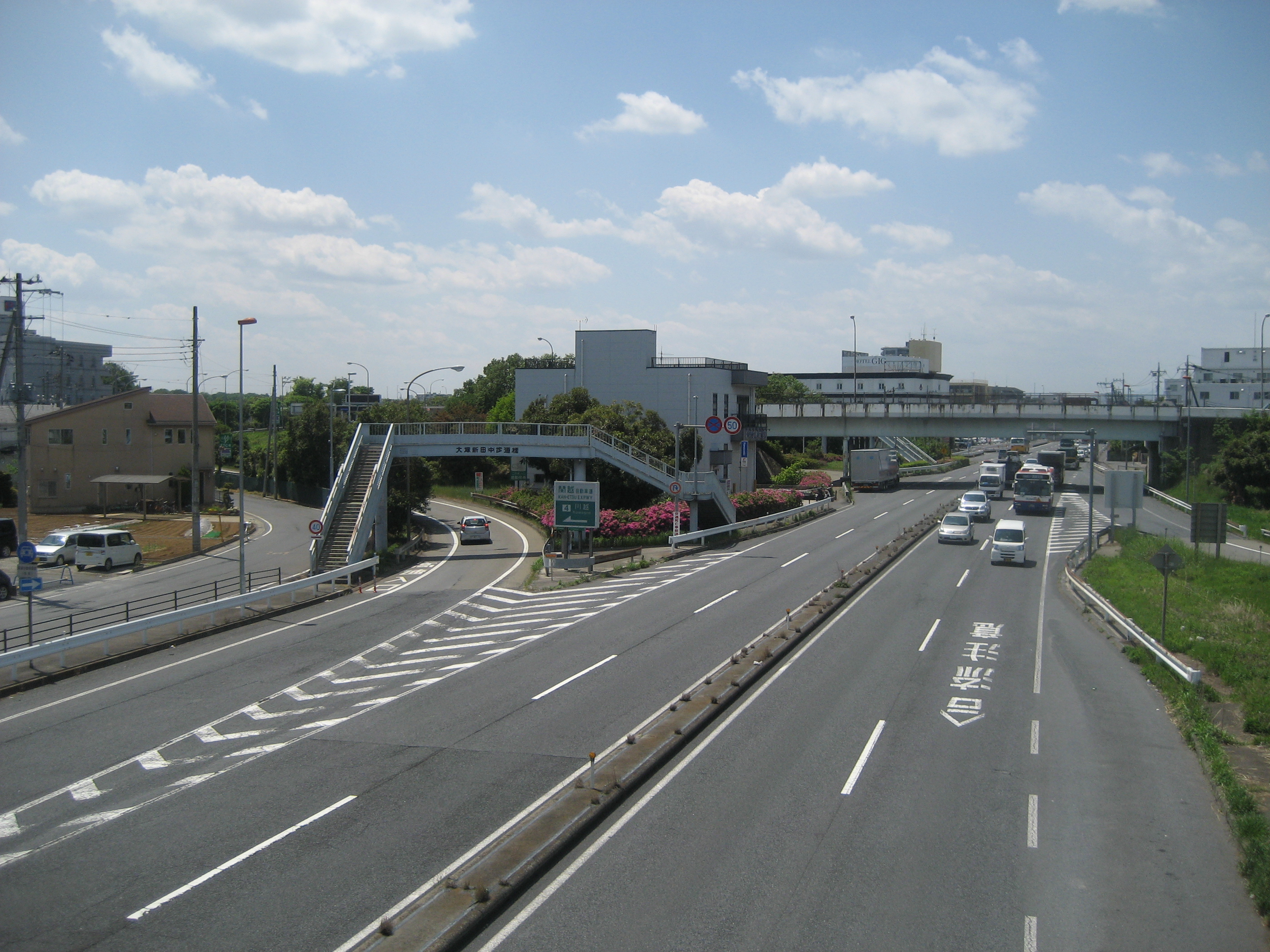
川越市街側入口付近

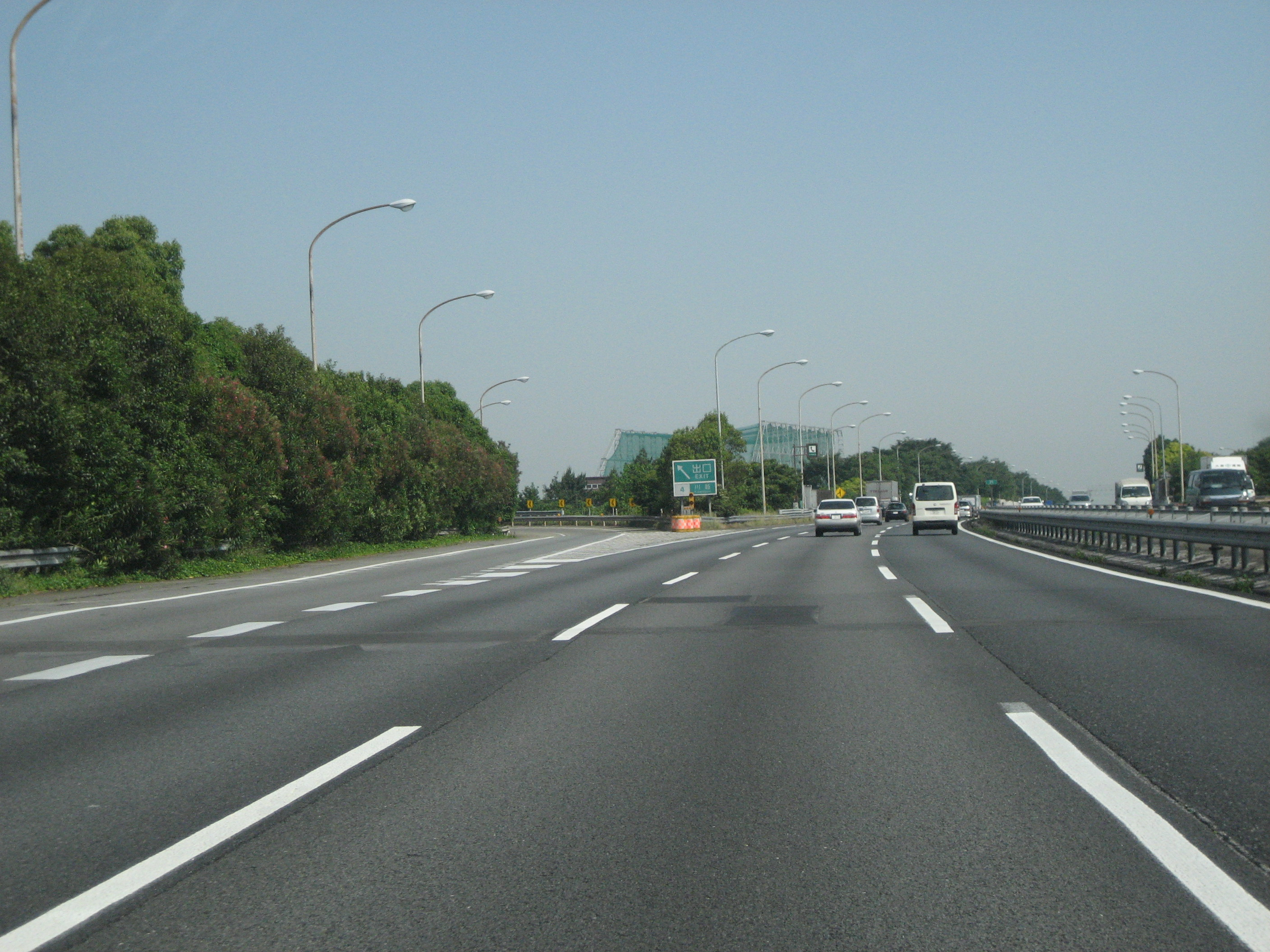
下り線出口付近

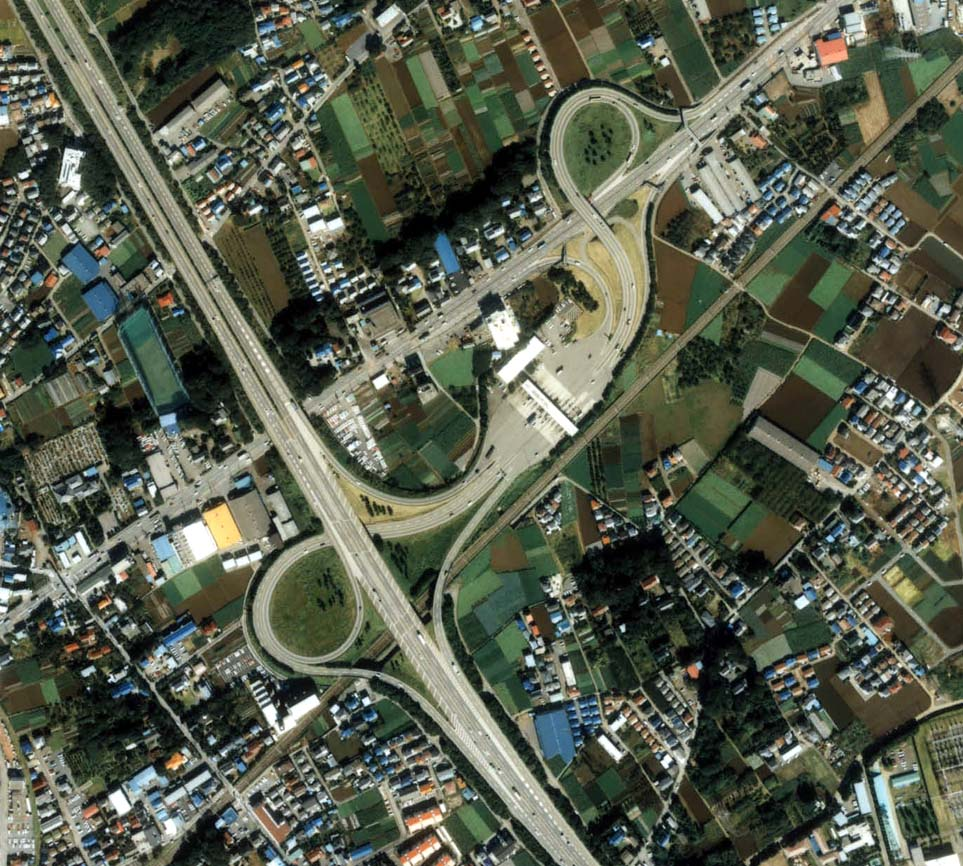
航空写真。

川越インターチェンジ（かわごえインターチェンジ）は、埼玉県川越市大字大塚新田にある、関越自動車道のインターチェンジ。

## 道路
- E17 関越自動車道（4番）

## 接続する道路
- 国道16号

## 料金所
- ブース数：14

### 入口
- ブース数：5
  - ETC専用：2
  - ETC・一般：1
  - 一般：2

### 出口
- ブース数：9
  - ETC専用：3
  - ETC・一般：3
  - 一般：3

## 歴史
- 1971年（昭和46年）12月20日：一般国道254号東京川越道路練馬IC - 当ICの開通に伴い供用開始。
- 1973年（昭和48年）4月1日：東京川越道路の関越自動車道への昇格編入に伴い、関越自動車道のインターチェンジとなる。
- 1975年（昭和50年）8月8日：当IC - 東松山ICの開通に伴い、フルインターチェンジとなる。

## 周辺
- 川越駅
- 川越市駅
- 南大塚駅
- 川越水上公園
- 埼玉川越総合卸売市場
- 埼玉県立川越南高等学校
- 電源開発（J-POWER）、電源開発送変電ネットワーク（J-POWER送変電）東日本支店、南川越変電所
- 川越狭山工業団地
- 川越少年刑務所
- 山王塚古墳
- 菓子屋横丁
- 時の鐘
- 川越城
- 川越市産業観光館
- 川越歴史博物館
- 川越市立博物館
- 川越市立美術館
- 川越プリンスホテル

## 隣
E17 関越自動車道
(3)所沢IC - (3-1)三芳PA/SIC - (4)川越IC - 川越的場BS - (4-1)鶴ヶ島JCT - (5)鶴ヶ島IC